# سيماو
سيماو (10 يوليو 1976 بأنغولا - ) هو لاعب كرة قدم أنغولي في مركز الوسط. شارك مع منتخب أنغولا لكرة القدم.

## وصلات خارجية
- سيماو على موقع قاعدة بيانات كرة القدم.إي يو (الإنجليزية)
- سيماو على موقع ناشيونال فوتبول تيمز (الإنجليزية)